# O Fantasma de uma Pulga

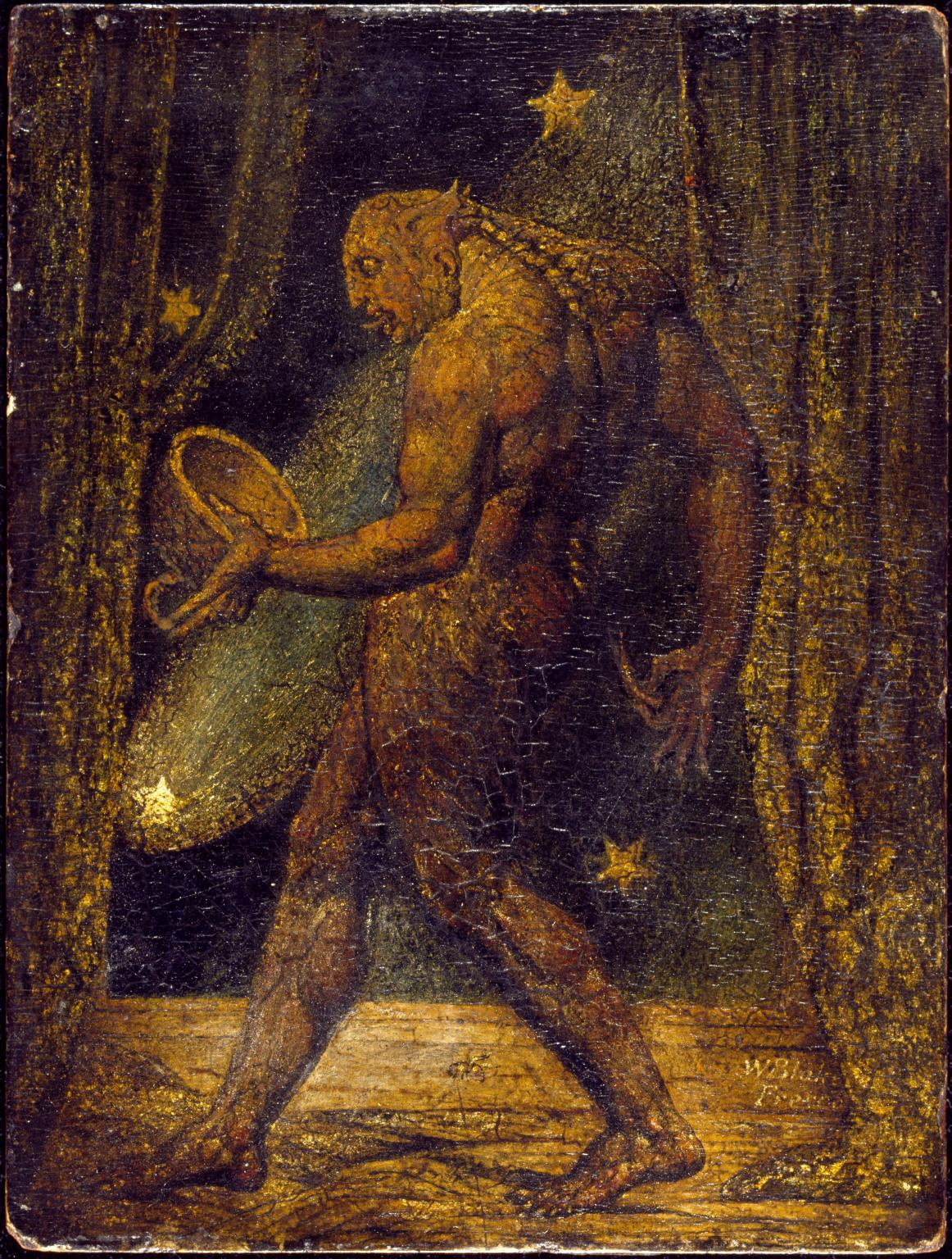
O Fantasma de uma Pulga, c.1819–20. William Blake, Tate Gallery.

O Fantasma de uma Pulga (em inglês: The Ghost of a Flea) é uma pintura em têmpera misturada com ouro em painel de mogno pelo poeta e pintor inglês William Blake, que se encontra hoje no Tate Gallery, em Londres. Concluída entre 1819 e 1820, a pintura forma uma parte da série de trabalhos chamados de "Visionary Heads" (literalmente, Chefes visionários) encomendadas pelo astrologista John Varley (1788–1842). Através da utilização do estilo espiritual e mágico de suas obras – visivelmente presente nesse desenho – era freqüente Blake surpreender seu círculo de amigos.
Num tamanho de 214 × 162 mm (pintura) e 382 × 324 × 50 mm (moldura), a obra é considerada muito mais do que uma miniatura: segundo alguns estudiosos e autores, seu tamanho minúsculo cria um drama de escala no contraste entre a aparente massa muscular da criatura e sua potência física contra sua aparente encarnação de um inseto nos olhos do espectador.

## Produção e análise da obra
O primeiro encontro entre Blake e John Varley ocorreu no outono de 1818. Varley era 30 anos mais novo que o artista, e era descrito como um homem bem-humorado. Estudante de astrologia e fisionomia zodíaca, Varley possuía uma forte crença na existência de espíritos, mas dizia-se frustrado por nunca ter-lhes visto.  Blake, no entanto, que afirmava ter visto na infância "uma árvore recheada de anjos com asas luminosas e angelicais segurando cada galho como estrelas", despertou um forte interesse em Varley por conta disso. Em 1819, de acordo com Varley, a inspiração para desenhar uma pulga surgiu em Blake durange uma séance. Assim descreve Valery:
Como eu estava ansioso para fazer o mais correto inquérito que estivesse em meu poder acerca da verdade sobre todas essas visões, diante da aparição espiritual de uma pulga perguntei-lhe se poderia descrever o que via: ele disse instantaneamente, "Eu a vejo agora diante de mim". Por isso, dei-lhe um papel e um lápis com o qual ele desenhou o retrato… Senti-me convencido de que havia uma imagem real diante dele pelo seu modo de proceder, porque de repente ele parou e iniciou, na outra parte do documento, um desenho distinto dos lábios da pulga, que o espírito tinha aberto, mas que logo viu-se incapaz de continuar, porque o espírito já havia a fechado.

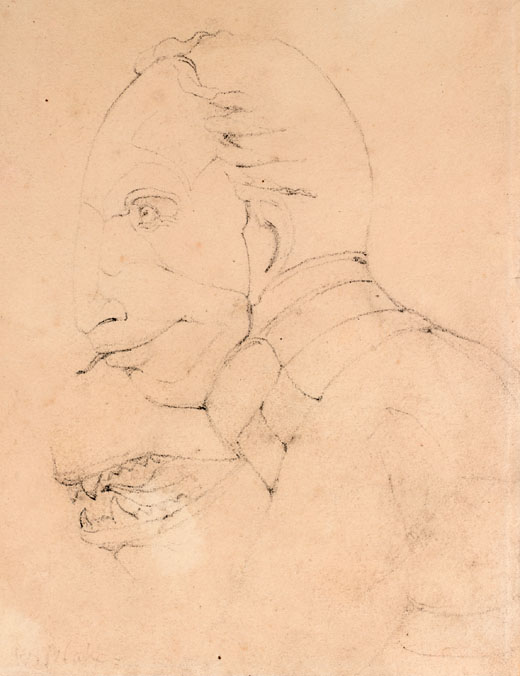
A Cabeça do Fantasma de uma Pulga, de Blake. Lápis em papel, 189 × 153 mm. c.1819

Alexander Gilchrist alegou que, em 1790,
Blake, por uma única vez em sua vida, viu um fantasma… Estando uma noite na porta do seu jardim em Lambeth, olhou para cima e viu uma sinistra figura, 'manchada, escamosa e muito horrível' que iria persegui-lo. Mais assustado do que nunca, ele saiu correndo da casa.
Embora Gilchrist não tenha diretamente dito, alguns afirmam que existe uma estreita ligação entre esse fantasma e o Fantasma de uma Pulga. Blake dizia muitas vezes que "veleiros" invisíveis o acompanhavam e, inclusive, alegou que uma série de anjos, como Voltaire, Moisés e a Pulga, que "fleas were inhabited by the souls of such men as were by nature blood thirsty to excess."
Tanto em sua obra poética como em sua obra em pintura, Blake freqüentemente deu personalidade e forma humana a coisas abstratas (como o tempo, a morte, a peste e a fome). As pulgas são associadas a sujeira e a degradação, e nessa obra Blake procurou ampliar, de acordo com um artigo do New York Times de 1910, "uma criatura monstruosa cujo instinto sanguinário foi impresso em cada detalhe de sua aparência, com 'olhos faiscantes ao longo de sua humidade', e uma 'face digna de um assassino'."
A pulga, musculosa e nua, é retratada com a língua para fora, apontando-a para uma tigela de sangue. Em sua mão esquerda ela possui uma bola e, na sua mão direita, um espinho, ambos os objetos inspirados na tradição da iconografia da fada. A parte humana, parte réptil e parte besta avançam da direita para a esquerda entre as cortinas. Seu enorme pescoço é semelhante a de um touro, e detém uma cabeça desproporcionalmente pequena, marcada por olhos brilhantes e lábios abertos, além de uma língua rachada e peçonhenta, provavelmente venenosa. De acordo com o crítico de arte Jonathan Jones, a pulga está retratada como um "demônio gótico, grotesco, dentro de um palco com cortinas estreladas."
O Fantasma de uma Pulga é diferenciado pela utilização inovadora de uma folha de ouro: debaixo de algumas pregas da cortina, a carne da pulga e estrelas brilhantes, Blake colocou uma película fina de um ouro "branco", que ele tinha feito a partir de ouro em liga de prata. Blake então usou uma escova de cor muito minuciosa de ouro em pó usando uma folha fina feita em tinta. No verso do painel encontra-se escrito: "A visão do espírito que habita o corpo de uma pulga, e que apareceu de tarde para Mr. Blake […]" Blake criou a pintura utilizando a técnica do "afresco" e, por isso, hoje em dia o trabalho está em relativo mal-estado, sendo possível notar nas áreas da superfície alguns rachados e desgastes do tempo.

## Antecedentes e posterioridade

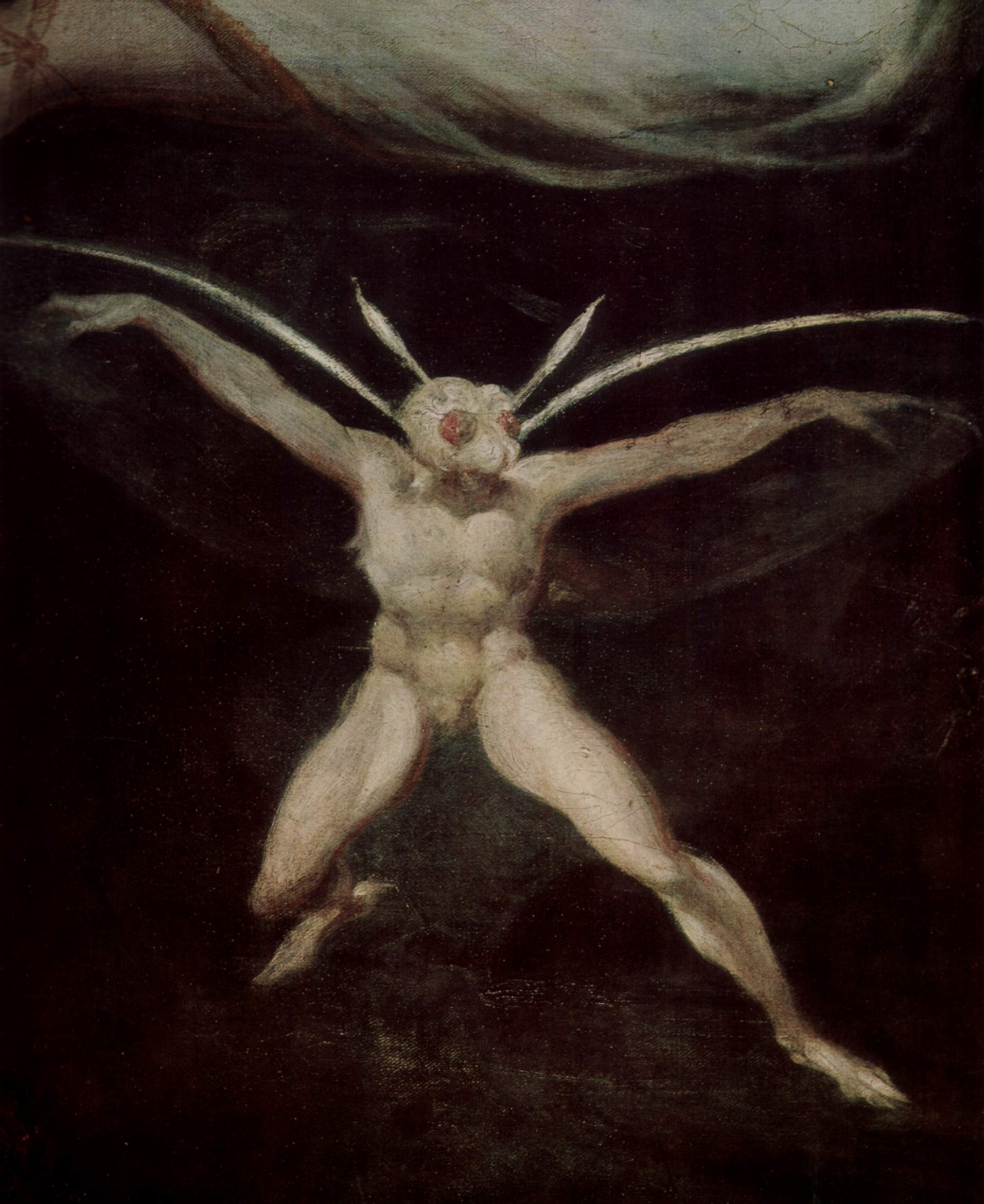
Desenho de um elfo, por Henry Fuseli. Óleo sobre tela, c. 1790

### Inspiração
Embora Blake tenha sido muito original e singular em sua atividade artística, um determinado número de fontes literárias e visuais pode ser detectado nesse trabalho: o Micographia, or some Physiological Descriptions of Minute Bodies being Made by Magnifying Glasses, with Observations and Inquiries Thereupon (1665), do filósofo natural e polímata Robert Hooke. Algumas comparações têm sido feitas entre O Fantasma de uma Pulga e um desenho de Henry Fuseli que retrata um monstro, enquanto a imagem da pulga ecoa alguns detalhes expostos também em trabalhos anteriores do próprio Blake, como o  Pestilence: Death of the First Born (1805).

### Recepção
As obras de Blake, impressas por ele mesmo, foram consideradas pelos seus espectadores contemporâneos como uma obra feita por um louco ou maníaco: essa descrição foi reforçada quando divulgou-se que Blake inspirava-se em visões que tinha e, segundo G. E. Bentley, "A loucura de Blake foi tão lamentável para alguns que se presume que ele deve ter sido confinado em um manicômio", sendo que poucos estavam dispostos a acreditar que Blake não tinha visão alguma.
Mais recentemente, em 2006 a pintura foi descrita pelo New York Times como "a mais estranha e a mais gótica obra de Blake".